# Ladislav Hudec (architekt)
Ladislav Hudec (známý též jako László Hugyecz) (8. ledna 1893, Banská Bystrica – 26. října 1958, Berkeley) byl slovenský architekt, který se proslavil zejména svými stavbami v Šanghaji, kde působil v letech 1918–1945. V Šanghaji postavil na 65 staveb, jež ve své době výrazně poznamenaly toto město. Jeho nejslavnější tamní budovou je 22patrový Park Hotel. V roce 1947 uprchl z Číny do Švýcarska, v roce 1950 pak přesídlil do USA, kde v Berkeley vyučoval na University of California.
Je pohřben na evangelickém hřbitově v Banské Bystrici, kam byly jeho ostatky převezeny v roce 1970 v souladu s jeho přáním.
V roce 2010 o něm režisér Ladislav Kaboš natočil dokumentární film Změnil tvář Šanghaje (The man who changed Shanghai).

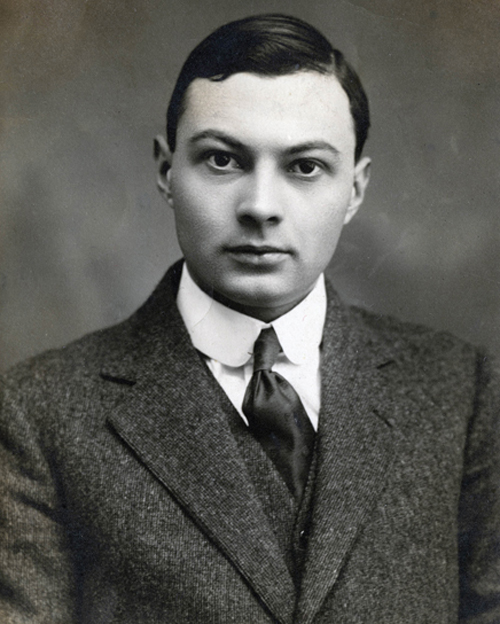
Ladislav Hudec (architekt)

## Stavby v Šanghaji
- Park Hotel Shanghai 1934
- American Club

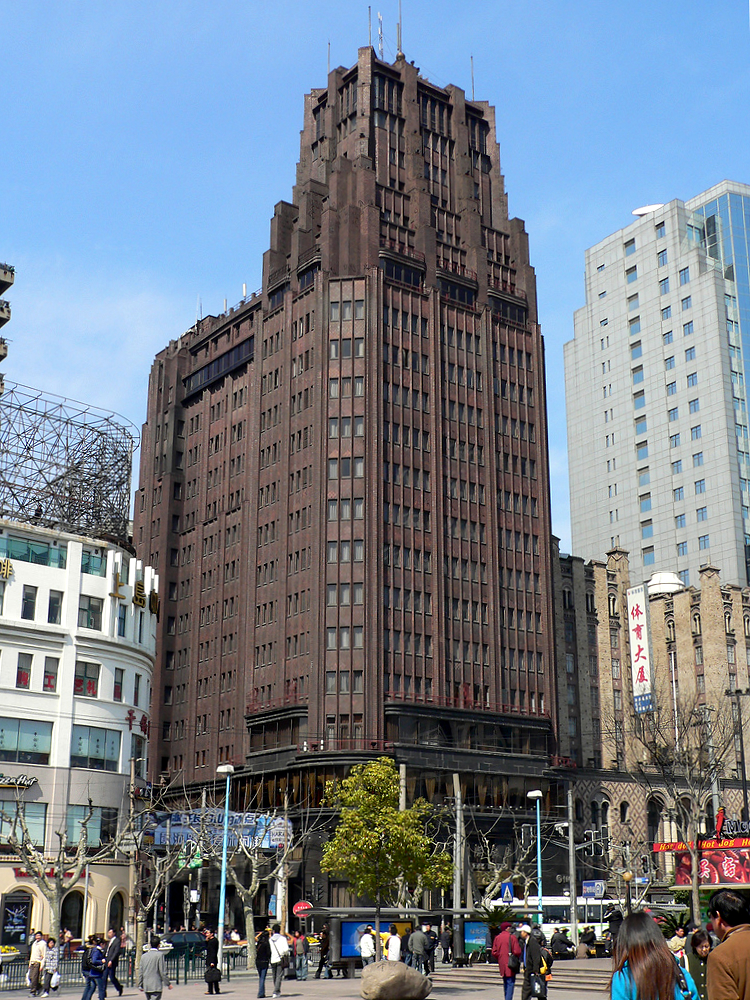
Park Hotel Shanghai

- Auditorium for Italian O.N.D. Club
- Avenue Apartment
- Burlington Apartment House
- Catholic Country Church
- Chapei Electricity & Waterworks Building
- Chapei (Zhabei) Power Station
- Chiao-Tung University Engineering Bldg
- China Baptist Building, offices
- China Baptist Publication Society
- China United Apartments
- Christian Literature Society
- Country Hospital
- Garage of Park Hotel
- German Club
- German Church
- Grand Theatre
- House for D.V. Woo (Wu Tongwen)
- House of Chen (Rose) Dingzhen (Shanghai Writers' Association)
- House of F. Hoehnke
- House of Hudec, 17 Lucerne Rd
- House of Hudec, 57 Columbia Rd.
- House of V. Meyer
- Houses on Columbia Circle (Xinhua Lu)
- Lafayette Cinema
- Liberty Apartments
- Margaret Williams Hospital
- McTyeire School
- Moore Memorial Church (Mù'en Táng)
- Normandie apartments
- Park Hotel (Joint Savings Society Building)
- Paulun Hospital
- School – Aurora College for Women
- School – Laboratory for German School
- Shanghai Leather Factory
- The Joint Savings Society building on Sichuan Rd.
- The Mansion (Terrace House)
- Union Brewery